# Friedrich Krafft (Politiker)
Friedrich Krafft (* 13. Oktober 1857; † 22. April 1936) war ein deutscher Verwaltungsjurist, der von 1896 bis 1920 Oberbürgermeister der Stadt Ludwigshafen am Rhein war.

## Leben
Krafft studierte Rechtswissenschaft, promovierte zum Dr. jur. und schlug eine Beamtenlaufbahn ein. Im Jahr 1896 wurde Krafft, der zu dieser Zeit Regierungsassessor war, zum hauptamtlichen Oberbürgermeister bestellt. Im Jahr 1903 wurde er als Ritter 1. Klasse des großherzoglich badischen Ordens vom Zähringer Löwen ausgezeichnet. Er führte den Ehrentitel eines (königlich bayerischen) Hofrats und war Mitglied des im Mai 1908 gegründeten Mannheimer Vereins für Luftschiffahrt „Zähringen“ e.V. In seiner Funktion als Oberbürgermeister war er auch Mitglied des Aufsichtsrats der Pfalzwerke AG.
Krafft war Mitglied in der SPD. Im Hinblick auf die Stadtentwicklung förderte er den begabten jüdischen Architekten Markus Sternlieb, der 1911 Stadtbaumeister wurde.
Auf Krafft geht auch die Errichtung des Ludwigshafener Stadtparks von der Pegeluhr im Süden über die „Inselbastei“ im Norden und die Rheinpromenade bis zum Getreidespeicher nördlich der „Rheingalerie“ zurück. Die idyllische Parkinsel gehörte noch bis zum Jahr 1898 als „Mundenheimer Wäldchen“ zum damals selbstständigen Dorf Mundenheim und sollte in eine Wohnsiedlung umgewandelt werden. Das verhinderte Friedrich Krafft mit seinem Veto gegen die Abholzung des Rheinuferwalds.
Nach ihm ist ein Platz im Stadtteil Süd benannt. Er war zudem Ehrenbürger von Ludwigshafen.